# Marcus Coloma
Marcus Coloma (* 18. Oktober 1978 in Middletown, Kalifornien) ist ein US-amerikanischer Schauspieler von hawaiianischer und italienischer Herkunft.

## Leben
Marcus Coloma arbeitet seit 1995 im US-Fernsehen vor allem als Seriendarsteller in Fernsehserien. Dabei übernahm er sowohl Hauptrollen als auch einzelne Episodenrollen. Eine durchgehende Rolle hatte er als Matt Evans in der US-Serie South Beach. In Point Pleasant spielte er die wiederkehrende Rolle des Father Thomas. Weiteren Gastrollen übernahm er als Marcus in der Jugendserie One Tree Hill und 2002 in der Krimiserie CSI: Miami als Luke Baylor. Er war auch in der Dramaserie Make It or Break It als Leo Cruz zu sehen. Eine weitere Rolle übernahm Coloma als Sam in Beverly Hills Chihuahua 2.
Im Film Material Girls übernahm er die Rolle als Rick und gab damit 2006 sein Filmdebüt.